# 1399
1399 је била проста година.

## Догађаји
- 19. август — Енглески краљ Ричард II је заробљен по повратку из Ирске.
- Хенри IV од Енглеске29. септембар — Пошто је повратио очеву земљу, Хенри Болингброк је позван да преузме круну непопуларног Ричарда II. Парламент оптужује Ричарда II да је починио злочине над својим поданицима и на крају га приморава да абдицира.
- 30. септембар — Енглески парламент прихвата Хенрија као новог енглеског краља.
- 13. октобар — Хенри IV је крунисан.